# Евита (мюзикъл)
 Тази статия е за мюзикъла.  За филма вижте Евита (филм).  
„Евита“ е мюзикъл от британския композитор Андрю Лойд Уебър. Либретото, написано от Тим Райс, е базирано на книгата „The Woman with the Whip“, истинската история на първата дама на Аржентина Ева Перон.
Мюзикълът е представен за пръв път през 1975 на сцената на лондонския Prince Edward Theatre, като главната роля на Ева Перон се изпълнява от Джули Ковингтън. През февруари 1977 нейният запис на песента „Don't Cry For Me, Argentina“ достига до първо място в класациите на Обединеното кралство. „Another Suitcase in Another Hall“ достига също световна популярност. Въпреки големия успех на мюзикъла на територията на Европа, „Евита“ така и не задминава успеха на „Исус Христос суперзвезда“ в САЩ.
Когато „Евита“ е представена за пръв път на сцената на Уест енд на 21 юни 1978, главната роля е изпълнявана от Елиан Пейдж, която въпреки че не е приета на кастигна за мюзикъла „Исус Христос суперзвезда“, сега печели главната роля. От 1979 мюзикълът се изпълнява и в Бродуей. И на двете места постановката е режисирана от Харолд Принс.

## Филм
За повече подробности вижте Евита (филм)
След големия успех на мюзикъла, плановете били да бъде заснет филм, режисиран от Кен Ръсел. Плановете за филмиране се осъществяват едва през 1996, гокато театралната постановка е адаптирана за големия екран с Мадона (като Евита), Антонио Бандерас (като Че) и Джонатан Прайс (като Перон).

## Песни
- Requiem for Evita (хор)
- Oh, What A Circus (Че)
- "On This Night of a Thousand Stars/Eva, Beware of the City" (Магалди)
- Buenos Aires (Евита)
- Goodnight and Thank You (Че)
- The Lady's Got Potential (Че)
- The Art of the Possible (Че)
- I'd Be Surprisingly Good For You (Евита и Перон)
- Hello and Goodbye (любовницата на Перон и Евита)
- Another Suitcase in Another Hall (любовницата на Перон)
- "Perón's Latest Flame" (Че)
- A New Argentina (Евита и Перон)
- Don't Cry For Me, Argentina (Евита)
- High Flying, Adored (Че и Евита)
- Rainbow High (Евита)
- Rainbow Tour (Перон, съветниците му и Че)
- And the Money Kept Rolling In (Че)
- Partido Feminista (Евита) – само във филма
- She is a Diamond (Перон)
- Santa Evita (хор)
- Waltz for Eva and Che (Евита и Че)
- You Must Love Me (Евита) – добавена за филма през 1996
- Eva's Final Broadcast (Евита)
- Lament (хор)